# استرن ۶۳۷۳
سیارک ۶۳۷۳ (به انگلیسی: 6373 Stern، نامگذاری:1986EZ) شش هزار و سیصد و هفتاد و سومین سیارک کشف شده‌است که در ۵ مارس ۱۹۸۶ کشف شد.
قدر مطلق سیارک برابر ۱۲٫۶۰ است.